# Calendarul hindus
Calendarul hindus, numit și Panchanga (sanscrită: पञ्चाङ्ग), este unul dintre diferitele calendare lunisolare care sunt utilizate în mod tradițional în subcontinentul indian și Asia de Sud-Est, cu variații regionale suplimentare în scopuri sociale și religioase hinduse. Ei adoptă un concept similar de bază pentru măsurarea timpului bazat pe anul sideral pentru ciclul solar și ajustarea ciclurilor lunare la fiecare trei ani, dar diferă în accentul lor relativ pe ciclul lunar sau ciclul soarelui și numele lunilor și când consideră că începe Anul Nou.[1]
Dintre diferitele calendare regionale, cele mai studiate și cunoscute calendare hinduse sunt Shalivahana Shaka⁠(d) (bazat pe regele Shalivahana⁠(d), de asemenea calendarul național indian) găsit în regiunea Deccan din sudul Indiei și Vikram Samvat (Bikrami) găsit în Nepal și regiunile de nord și centru ale Indiei – ambele subliniind ciclul lunar. Noul lor an începe primăvara. În regiuni precum Tamil Nadu și Kerala, ciclul solar este subliniat și acesta se numește calendarul tamil (deși calendarul tamil folosește nume de luni ca în calendarul hindus) și calendarul malayalam și acestea își au originile în a doua jumătate a mileniului 1 d.Hr. [1][2] Un calendar hindus este uneori denumit Panchangam (पञ्चाङ्गम्), care este cunoscut și sub numele de Panjika în estul Indiei. [3]
Designul conceptual al calendarului hindus antic se găsește și în calendarul babilonian⁠(d), calendarul chinezesc și calendarul ebraic, dar diferit de calendarul gregorian.[4]
Spre deosebire de calendarul gregorian, care adaugă zile suplimentare lunii pentru a se ajusta la nepotrivirea dintre douăsprezece cicluri lunare (354 de zile lunare)[5] și aproximativ 365 de zile solare, calendarul hindus menține integritatea lunii lunare, dar inserează o lună întreagă suplimentară, o dată la 32-33 de luni, pentru a se asigura că festivalurile și ritualurile legate de culturi cad în sezonul potrivit. [2][4]
Calendarele hinduse au fost folosite în subcontinentul indian încă din vremurile vedice și rămân folosite de hindușii din întreaga lume, în special pentru a stabili datele festivalurilor hinduse. Comunitățile budiste timpurii din India au adoptat calendarul vedic antic, calendarul Vikrami mai târziu și apoi calendarele budiste locale. Festivalurile budiste continuă să fie programate în funcție de un sistem lunar. [6] Calendarul budist și calendarele lunisolare tradiționale din Cambodgia, Laos, Myanmar, Sri Lanka și Thailanda se bazează de asemenea pe o versiune mai veche a calendarului hindus. În mod similar, tradițiile jainiste antice au urmat același sistem lunisolar ca și calendarul hindus pentru festivaluri, texte și inscripții. Cu toate acestea, sistemele budiste și jainiste au încercat să folosească timpul vieții lui Buddha și Mahavira ca puncte de referință. [7][8][9]
Calendarul hindus este, de asemenea, important pentru practicarea astrologiei hinduse și a sistemului zodiacal. De asemenea, este folosit pentru a respecta zilele de bun augur ale zeităților și ocaziile de post, cum ar fi Ekadashi. [10]
Origini
Păstrarea timpului
Anul curent minus unu,
înmulțit cu doisprezece,
înmulțit cu doi,
adăugat la jumătățile de lună scurse ale anului curent,
crescut cu doi la fiecare șaizeci în soare,
este cantitatea de jumătăți de lună (sizigie) (astronomie) |sizigie]]).
— Rigveda Jyotisha-vedanga 4
Traducător: Kim Plofker[11]
Cultura vedică a dezvoltat o metodologie sofisticată de măsurare a timpului și calendare pentru ritualurile vedice,[12] iar măsurarea timpului, precum și natura mișcărilor solare și lunare sunt menționate în textele vedice. [13] De exemplu, Kaushitaki Brahmana capitolul 19.3 menționează schimbarea locației relative a Soarelui spre nord timp de 6 luni și spre sud timp de 6 luni. [14][15]
Păstrarea timpului era importantă pentru ritualurile vedice, iar Jyotisha era câmpul epocii vedice de urmărire și prezice a mișcărilor corpurilor astronomice pentru a ține timpul, pentru a stabili ziua și ora acestor ritualuri. [16][17][18] Acest studiu este unul dintre cele șase Vedanga antice, sau știința auxiliară legată de Vedele – scripturile vedice Sanatan Sanskriti. [16][17]
Yukio Ohashi afirmă că acest câmp Vedanga s-a dezvoltat din studii astronomice reale din perioada vedică antică. [19][20] Textele științelor vedice Jyotisha au fost traduse în limba chineză în secolele al II-lea și al III-lea d.Hr., iar pasajele rigvedice despre astronomie se găsesc în lucrările lui Zhu Jiangyan și Zhi Qian. [21] Potrivit lui Subhash Kak, începutul calendarului hindus a fost mult mai devreme. El citează istorici greci care descriu regii Maurya, referindu-se la un calendar care își are originea în 6676 î.Hr., cunoscut sub numele de calendarul Saptacsi. [22]
Calendarul Vikrami este numit după regele Vikramaditya și începe în 57 î.Hr. [23]
Texte
Savanții hinduși au păstrat timpul precis observând și calculând ciclurile Surya (Soarele), Lunii și planetelor. Aceste calcule despre Soare apar în diferite texte astronomice în sanscrită, cum ar fi Aryabhatiya din secolul al V-lea de Aryabhata, Romaka din secolul al VI-lea de Latadeva și Panca Siddhantika de Varahamihira, Khandakhadyaka din secolul al VII-lea de Brahmagupta și Sisyadhivrddida din secolul al VIII-lea de Lalla. [24] Aceste texte prezintă Surya și diferite planete și estimează caracteristicile mișcării planetare respective. [24] Alte texte, cum ar fi Surya Siddhanta, datează că au fost finalizate cândva între secolele al V-lea și secolul al X-lea, își prezintă capitolele despre diferite planete divinizate cu povești în spatele lor. [24]
Manuscrisele acestor texte există în versiuni ușor diferite. Ei prezintă Surya, calcule bazate pe planete și mișcarea relativă a lui Surya față de Pământ. Acestea variază în datele lor, sugerând că textul a fost deschis și revizuit de-a lungul vieții lor. [25][26][27] De exemplu, savanții hinduși din mileniul I d.Hr. au calculat lungimea siderală a unui an după cum urmează, din studiile lor astronomice, cu rezultate ușor diferite:[28]
Text hindus	Durata estimată a anului sideral[28]
Surya Siddhanta	365 de zile, 6 ore, 12 minute, 36,56 secunde
Paulica Siddhanta	365 de zile, 6 ore, 12 minute, 36 de secunde
Paracara Siddhanta	365 de zile, 6 ore, 12 minute, 31,50 secunde
Arya Siddhanta	365 zile, 6 ore, 12 minute, 30,84 secunde
Laghu Arya Siddhanta	365 de zile, 6 ore, 12 minute, 30 de secunde
Siddhanta Shiromani	365 zile, 6 ore, 12 minute, 9 secunde
Textele hinduse foloseau ciclul lunar pentru stabilirea lunilor și zilelor, dar ciclul solar pentru a stabili anul complet. Acest sistem este similar cu calendarele antice evreiești și babiloniene, creând aceeași provocare de a explica nepotrivirea dintre cele aproape 354 de zile lunare în douăsprezece luni, față de peste 365 de zile solare într-un an. [4][29] Ei au urmărit anul solar observând intrarea și plecarea lui Surya (soare, la răsărit și apus) în constelația formată din stele de pe cer, pe care le-au împărțit în 12 intervale de 30 de grade fiecare. [30] Ca și alte culturi umane antice, hindușii au inovat o serie de sisteme, dintre care lunile intercalare au devenit cele mai utilizate, adică adăugând încă o lună la fiecare 32,5 luni în medie. [29] Pe măsură ce observațiile lor au devenit mai sofisticate, calendarul hindus a devenit mai sofisticat, cu reguli complexe și o mai mare precizie. [29][31][30]
Potrivit lui Scott Montgomery, tradiția Siddhanta de la fondarea calendarelor hinduse este anterioară erei creștine, având cândva 18 texte, dintre care doar 5 au supraviețuit în epoca modernă. [29] Aceste texte oferă informații și formule specifice despre mișcările Soarelui, Lunii și planetelor, pentru a prezice viitoarele lor poziții relative, echinocții, răsărit și apus, cu corecții pentru mișcări prograde, retrograde, precum și paralaxă. Acești savanți antici au încercat să-și calculeze timpul cu precizia unui truti (29,63 microsecunde). În căutarea urmăririi precise a mișcărilor relative ale corpurilor cerești pentru calendarul lor, au calculat diametrul mediu al Pământului, care era foarte aproape de cei 12.742 km (7.918 mi). [29][30]
Calendarele hinduse au fost rafinate în timpul astronomiei din era Gupta de către Āryabhaṭa și Varāhamihira în secolele al V-lea până în secolul al VI-lea. Acestea, la rândul lor, s-au bazat pe tradiția astronomică a Vedāṅga Jyotiṣa, care în secolele precedente a fost standardizată într-un număr de lucrări (inexistente) cunoscute sub numele de Sūrya Siddhānta. Diversificarea regională a avut loc în perioada medievală. Fundațiile astronomice au fost dezvoltate în continuare în perioada medievală, în special de Bhāskara al II-lea (secolul al XII-lea). [necesită citare]
Calendarul hindus balinez
Hinduismul și budismul au fost religiile proeminente din Asia de Sud-Est în mileniul I d.Hr., înainte de cucerirea islamică care a început în secolul al XIV-lea. Hindușii au predominat în Bali, Indonezia, și au două tipuri de calendar hindus. Unul este un calendar Pawukon bazat pe 210 zile, care probabil este un sistem pre-hindus, iar altul este similar cu sistemul de calendar lunisolar găsit în sudul Indiei și se numește calendarul saka balinez, care folosește metodologia hindusă. [32] Numele lunilor și festivalurilor hindușilor balinezi, în cea mai mare parte, sunt diferite, deși semnificația și legendele se suprapun. [32]
Baza astronomică
Articol principal: Baza astronomică a calendarului hindus
Calendarul hindus se bazează pe un model geocentric al Sistemului Solar. O mare parte a acestui calendar este definită pe baza mișcării Soarelui și a Lunii în jurul Pământului (saura māna și, respectiv, cāndra māna). În plus, include elemente sinodice, siderale și tropicale. Multe variante ale calendarului hindus au fost create prin includerea și excluderea acestor elemente (solare, lunare, lunisolare etc.) și sunt utilizate în diferite părți ale Indiei.
Elemente ale calendarului hindus
Elemente sinodice	elemente siderale	Elemente tropicale
Saura Māna		rāśi, sauramāsa, varṣa	uttarāyaṇa, dakṣiṇāyana, devayāna, pitṛyāṇa, ṛtu
cāndra māna	tithi, pakṣa, candramāsa, varṣa		
nākṣatra māna		dina, ghaṭikā (aka nāḍī), vighaṭikā (aka vināḍī), prāṇa (aka asu)	
sāvana māna	Dina		
Anul: Samvat
Samvat se referă la epoca mai multor sisteme de calendar hindus din Nepal și India, într-o manieră similară cu epoca creștină. Există mai multe samvat găsite în textele și epigrafiile istorice budiste, hinduse și jainiste, dintre care trei sunt cele mai semnificative: epoca Vikrama, epoca Shaka veche și epoca Shaka din 78 d.Hr. [33]

Sistemul saka samvat al calendarului hindus se găsește în inscripțiile indoneziene, cum ar fi inscripția Kedukan Bukit (imaginea de mai sus) datată din 604 Śaka, care este echivalentă cu 682 d.Hr. [34][35]
Vikram Samvat (Bikram Sambat): Un almanah din nordul Indiei care a început în 57 î.Hr. și este numit și Era Vikrama. Este legat de calendarul Bikrami și este legat apocrif de Vikramaditya. Anul începe din luna Baishakh / Vaishakha. Acest sistem este comun în dovezile epigrafice din nordul, vestul, centrul și estul subcontinentului indian, în special după primele secole ale mileniului I d.Hr. [33]
Shaka Samvat: Există două sisteme de epocă Shaka în uz academic, unul se numește Old Shaka Era, a cărui epocă este incertă, probabil cândva în mileniul I î.e.n., deoarece inscripțiile și textele vechi budiste, jainiste și hinduse îl folosesc. Cu toate acestea, punctul de plecare al vechii ere Shaka este un subiect de dispută între cercetători. Al doilea sistem se numește Era Saka din 78 d.Hr., sau pur și simplu Era Saka, un sistem care este comun în dovezile epigrafice din sudul Indiei. [33]
Epoca Saka din Asia de Sud-Est: Sistemul calendaristic hindus din Indonezia este atribuit legendei hindușilor care au sosit cu un înțelept Aji Saka în Java din secolul I, în martie 78 d.Hr. [36][37] Numeroase texte și inscripții din epoca antică și medievală găsite în insulele indoneziene folosesc acest an de referință. [38][39] În Asia de Sud-Est continentală, cea mai veche utilizare verificabilă a metodologiei hinduse Saka în inscripții este marcată Saka 533 în Ankor Borei, care corespunde anului 611 d.Hr., în timp ce inscripția Kedukan Bukit din Sumatra, care conține trei date în Saka 604 (682 d.Hr.), este cea mai veche utilizare cunoscută a erei Shaka în insulele indoneziene. [39] Cu toate acestea, aceste inscripții stabilesc floruitul doar pentru utilizarea erei Shaka în aceste locuri, iar calendarul hindus a existat probabil în Asia de Sud-Est înainte de aceste date pentru a fi folosit în monumente importante. Mai mult, sistemul calendaristic hindus a rămas popular printre hinduși până în secolul al XV-lea și apoi în Bali. [39]
Calendarul național indian (modern): combină multe calendare hinduse într-unul standardizat oficial, dar cele vechi rămân în uz. [40]
Luni
Luna și anotimpurile solare
Vezi și: Baza astronomică a calendarului hindus § sauramana
Calendarul hindus împarte zodiacul în douăsprezece diviziuni numite rāśi ("grup"). Soarele pare să se miște în jurul Pământului prin diferite diviziuni/constelații pe cer pe tot parcursul anului, ceea ce în realitate este de fapt cauzat de Pământul care se învârte în jurul Soarelui. Rāśiau 30° fiecare și sunt numite după constelațiile găsite în zodiac. [41]
Timpul necesar Soarelui pentru a tranzita printr-un rāśi este o lună solară al cărei nume este identic cu numele rāśi. În practică, lunile solare sunt denumite în mare parte rāśi (nu luni).
Lunile solare sunt denumite diferit în diferite calendare regionale. În timp ce calendarul malayalam păstrează în mare parte numele fonetice sanscrite, calendarele bengaleză și tamil refolosesc numele sanscrite ale lunilor lunare (Chaitra, Vaishaka etc.) după cum urmează:
Calendarul tamil înlocuiește Mesha, Vrisha etc. cu Chithirai, Vaigasi etc.
Calendarul bengalez este similar cu calendarul tamil, cu excepția faptului că începe anul cu Boiśākh (în loc de Choitrô), urmat de Jyoisthô etc. Calendarele asameză și odia sunt structurate în același mod.
Lunile solare (rāśi) împreună cu numele lor echivalente în calendarul Bangali, Malayalam și Tamil sunt prezentate mai jos:
Zodiacul solar hindus și lunile
1. Engleză/Latină[41]	Sanscrită[41]	Sens sanscrit[41]	Asameză	Bengali	Malayalam	Odia	Tamil	Tulu	Gregorian

1	Berbecul	Meṣa	berbec	ব'হাগ (Böhag)	বৈশাখ (Boiśākh)	മേടം (Mēḍaṃ)	ବୈଶାଖ (Baiśākha)	சித்திரை (Śittirai)	Paggu	Aprilie-Mai
2	Taurul	Vṛṣabha	taur	জেঠ (Zeth)	জ্যৈষ্ঠ (Jyoisthô)	ഇടവം (Iḍavaṃ)	ଜ୍ୟେଷ୍ଠ (Jyēṣṭha)	வைகாசி (Vaigāsi)	Beshya	Mai-iunie
3	Gemeni	Mithuna	Gemeni	আহাৰ (Ahar)	আষাঢ় (Āsādh)	മിഥുനം (Mithunaṃ)	ଆଷାଢ଼ (Āṣāḍha)	ஆனி (Āṉi)	Kaarthel	Iunie-iulie
4	Cancer	Karkaṭa	crab	শাওণ (Xaün)	শ্রাবণ (Śrābôṇ)	കർക്കടകം (Karkkaṭakam)	ଶ୍ରାବଣ (Śrābaṇa)	ஆடி (Āḍi)	Aati	Iulie-august
5	Leu	Siṁha	leu	ভাদ (Bhado)	ভাদ্র (Bhādrô)	ചിങ്ങം (Ciṅṅaṃ)	ଭାଦ୍ରବ (Bhādraba)
sau
ଭାଦ୍ର (Bhādra)
ஆவணி (Āvaṇi)	Sōna	August-septembrie
6	Fecioara	Kanyā	fată	আহিন (Ahin)	আশ্বিন (Āśhshin)	കന്നി (Kanni)	ଆଶ୍ୱିନ (Āśvina)	புரட்டாசி (Puraṭṭāsi)	Nirnaal	Septembrie-octombrie
7	Balanta	Tulā	balanță	কাতি (Kati)	কার্তিক (Kārtik)	തുലാം (Tulāṃ)	କାର୍ତ୍ତିକ (Kārttika)	ஐப்பசி (Aippasi)	Bonthel	Octombrie-noiembrie
8	Scorpion	Vṛścika	scorpion	আঘোণ (Aghün)	অগ্রহায়ণ (Ôgrôhāyôn)	വൃശ്ചികം (Vr̥ścikaṃ)	ମାର୍ଗଶିର (Mārgaśira)	கார்த்திகை (Kārttigai)	Jaarde	Noiembrie-decembrie
9	Săgetător	Dhanus	arc de tir cu arcul	পুহ (Puh)	পৌষ (Poush)	ധനു (Dhanu)	ପୌଷ (Pauṣa)	மார்கழி (Mārgaḻi)	Perarde	Decembrie-ianuarie
10	Capricorn	Makara	monstru marin	মাঘ (Magh)	মাঘ (Māgh)	മകരം (Makaram)	ମାଘ (Māgha)	தை
(Tai)
Puyinthel	Ianuarie-februarie
11	Vărsătorul	Kumbha	Oală de apă	ফাগুন (Phagun)	ফাল্গুন/ ফাগুন (Phālgun/Phagun)	കുംഭം (Kumbham)	ଫାଲ୍ ଗୁନ (Phālguna)
sau
ଫଗୁଣ (Phaguṇa)
மாசி
(Māsi)
Maayi	Februarie-martie
12	Pesti	Mīna	pește	চ'ত (Söt)	চৈত্র (Choitrô)	മീനം (Mīnaṃ)	ଚୈତ୍ର (Chaitra)	பங்குனி (Paṅguṉi)	Suggi	Martie-Aprilie
Lunile solare (rāśi) împreună cu corespondența aproximativă cu anotimpurile hinduse și lunile gregoriene sunt:[30]
Rāśi	Semne siderale	Lunile gregoriene
[31]	Ṛtu
(sezon)	Ṛtu în alfabetul devanagari	Nume bengalez pentru Ṛtu	Numele gujarati pentru Ṛtu	Nume kannada pentru Ṛtu	Numele Kashmir pentru Ṛtu	Numele malayalam pentru Ṛtu	Numele Odia pentru Ṛtu	Nume tamil pentru Ṛtu	Nume telugu pentru Ṛtu	Nume tibetan pentru Ṛtu	Kalachakra tantra Nume tibetan pentru Ṛtu
Mīna
Meṣa
♓
♈
Mijlocul lunii martie–
Mijlocul lunii mai
Vasanta
(Primăvară)
वसन्त	বসন্ত (Bôsôntô)	વસંત ઋતુ (Vasaṃta r̥tu)	ವಸಂತ ಋತು (Vasaṃta Ṛtu)	سونٛتھ
[sõ:th]
പൂക്കാലം (Pookkaalam)	ବସନ୍ତ (Basanta)	இளவேனில் (ilavenil)	వసంత ఋతువు (Vasaṃta Ṛtuvu)	དཔྱིད་ར་བ་དང་དཔྱིད་བར་མ (shid rawa, thang, shid warma)	དཔྱིད་ཀ (shid ka)
Vṛṣabha
Mithuna
♉
♊
Mijlocul lunii mai–
Mijlocul lunii iulie
Grīṣma
(Vară)
ग्रीष्म	গ্রীষ্ম (Grishsho)	ગ્રીષ્મ ઋતુ (Grīṣma r̥tu)	ಗ್ರೀಷ್ಮ ಋತು (Grīṣma Ṛtu)	گرٛێشِم
[greʃim]
വേനൽ (Venal)	ଗ୍ରୀଷ୍ମ (Grīṣma)	முதுவேனில் (mudhuvenil)	గ్రీష్మ ఋతువు (Grīṣma Ṛtuvu)	དཔྱིད་ཐ་མ་དང་དབྱར་ར་བ། (shid dama, thang, yar rawa)	སོ་ག(soga)
Karkaṭa
Siṃha
♋
♌
Mijlocul lunii iulie–
Mijlocul lunii septembrie
Varṣā
(Musonic)
वर्षा	বর্ষা (Bôrsha)	વર્ષા ઋતુ (Varṣa r̥tu)	ವರ್ಷ ಋತು (Varṣa ṛtu)	ؤہراتھ
[wəhraːth]
മഴക്കാലം (Mazhakkalam)	ବର୍ଷା (Barṣā)	கார் (kaar)	వర్ష ఋతువు (Varṣa Ṛtuvu)	དབྱར་བར་མ་དང་དབྱར་ཐ་མ (yarwarma, thang, yardama)	དབྱར་ག (yarka)
Kanyā
Tulā
♍
♎
Mijlocul lunii septembrie–
Mijlocul lunii noiembrie
Śarad
(Toamnă)
शरद्	শরৎ(Shôrôt)	શરદ ઋતુ (Śarad r̥tu)	ಶರದೃತು (Śaradṛtu)	ہَرُد
[harud]
ഇലപൊഴിയും കാലം (Elapzhiyum kalam)	ଶରତ (Śarata)	குளிர் (kulir)	శరదృతువు (Śaradṛtuvu)	སྟོན་ར་བ་དང་སྟོན་བར་མ (ston rawa, thang, ston warma)	སྟོན་ཁ (stonka)
Vṛścika
Dhanu
♏
♐
Mijlocul lunii noiembrie–
Mijlocul lunii ianuarie
Hemanta
(Înainte de iarnă)
हेमन्त	হেমন্ত (Hemôntô)	હેમંત ઋતુ (Hēmaṃta r̥tu)	ಹೇಮಂತ ಋತು (Hēmaṃta Ṛtu)	وَنٛدٕ
[baghetă]
കുളിർക്കാലം (Kulirkkaalam)	ହେମନ୍ତ (Hemanta)	முன்பனி (munpani)	హేమంత ఋతువు (Hēmaṃta Ṛtuvu)	སྟོན་ཐ་མ་དང་དགུན་ར་བ (ston da ma, thang, dgun rawa)	དགུན་སྟོད (dgun stod)
Makara
Kumbha
♑
♒
Mijlocul lunii ianuarie–
Mijlocul lunii martie
Śiśira
(Iarnă)
शिशिर	শীত (Śeet)	શિશિર ઋતુ (Śiśira r̥tu)	ಶಿಶಿರ ಋತು (Śiśira Ṛtu)	شِشُر
[ʃiʃur]
മഞ്ഞുകാലം (Manjnju kaalam)	ଶୀତ/ଶିଶିର (Śīta/Śiśira)	பின்பனி (pinpani)	శిశిర ఋతువు (Śiśira Ṛtuvu)	དགུན་བར་མ་དང་དགུན་ཐ་མ (dgun warma, thang, dgun dama)	དགུན་སྨད (dgun smad)
Numele lunilor solare sunt folosite și în calendarul darian pentru planeta Marte.
Lunile lunare
Vezi și: Baza astronomică a calendarului hindus § chandramana
Lunile lunare sunt definite pe baza ciclurilor lunare, adică apariția regulată a lunii noi și a lunii pline și a fazelor intermediare de creștere și descreștere ale lunii.
Paksha
Vezi și: Baza astronomică a calendarului hindus § paksha
O lună lunară conține două două săptămâni numite pakṣa (पक्ष, literalmente "latură"). [2] Două săptămâni este jumătatea strălucitoare în care mărimea lunii crește și se termină cu lună plină. Aceasta se numește "Gaura Paksha" sau Shukla Paksha. [42] Cealaltă jumătate este cele două săptămâni întunecate și în scădere care se termină cu lună nouă. Acesta se numește "Vadhya Paksha" sau Krishna Paksha. [2] Festivalurile hinduse sunt de obicei fie în noaptea cu lună plină sau a doua zi după noaptea cu lună plină sau cea mai întunecată noapte (amavasya, अमावास्या), cu excepția unora asociate cu Krishna, Durga sau Rama. Lunile lunare ale verii fierbinți și partea aglomerată a sezonului musonic nu programează de obicei festivaluri majore. [43]
Sistemele Amānta și Purnimānta
Vezi și: Baza astronomică a calendarului hindus § chandramana
Două tradiții au fost urmate în subcontinentul indian în ceea ce privește lunile lunare: tradiția amānta, care încheie luna lunară în ziua de lună nouă (similar cu calendarul islamic) și tradiția purnimānta, care o încheie în ziua de lună plină. [44] În consecință, în tradiția amanta, Shukla paksha îl precede pe Krishna paksha în fiecare lună lunară, în timp ce în tradiția purnimānta, Krishna paksha îl precede pe Shukla paksha în fiecare lună lunară. Ca urmare, un Shukla paksha va aparține întotdeauna aceleiași luni în ambele tradiții, în timp ce un Krishna paksha va fi întotdeauna asociat cu luni diferite (dar succesive) în fiecare tradiție.
Variații în denumirea lunilor lunare
Krishna Paksha	Shukla Paksha	Krishna Paksha
Amānta	Phālguna	Chaitra
Purnimānta	Chaitra	Vaishākha
Tradiția amanta (cunoscută și sub numele de Amāvasyānta sau Mukhyamana) este urmată de majoritatea statelor indiene care au o coastă peninsulară (cu excepția Assam, Bengalul de Vest, Odisha, Tamil Nadu și Kerala, care folosesc propriile calendare solare). Aceste state sunt Gujarat, Maharashtra, Goa, Karnataka, Andhra Pradesh și Telangana. Nepalul și majoritatea statelor indiene de la nord de munții Vindhya urmează tradiția poornimānta (sau Gaunamana).
Tradiția poornimānta a fost urmată în epoca vedică. A fost înlocuită cu tradiția amanta ca sistem de calendar hindus înainte de secolul I î.Hr., dar tradiția Poornimanta a fost restaurată în 57 î.Hr. de către regele Vikramaditya, care a vrut să se întoarcă la rădăcinile vedice. [44] Prezența acestui sistem este unul dintre factorii luați în considerare în datarea manuscriselor indiene antice și a dovezilor epigrafice care au supraviețuit în epoca modernă. [44][45]
Cele două tradiții ale sistemelor Amanta și Purnimanta au dus la moduri alternative de datare a oricărui festival sau eveniment care are loc într-un Krishna paksha în literatura istorică hindusă, budistă sau jainistă și în literatura regională contemporană sau calendarele festivalurilor. De exemplu, festivalul hindus Maha Shivaratri cade în a paisprezecea zi lunară a Krishna paksha a lui Magha în sistemul Amanta [46] Ambele sisteme de calendar lunisolar sunt moduri echivalente de a se referi la aceeași dată și continuă să fie utilizate în regiuni diferite, deși sistemul Purnimanta este acum de obicei presupus ca fiind implicit în literatura modernă de indologie, dacă nu este specificat altfel. [31][30]
Listă
Numele lunilor hinduse variază în funcție de regiune. Acele calendare hinduse care se bazează pe ciclul lunar sunt în general variante fonetice unul al celuilalt, în timp ce ciclul solar este în general variante unul al celuilalt, sugerând că cunoștințele de cronometrare au călătorit pe scară largă în subcontinentul indian în cele mai vechi timpuri. [1][30]
În timpul fiecărei luni lunare, Soarele tranzitează într-un semn al zodicacului (sankranti). Luna lunară în care Soarele tranzitează în Mesha se numește Chaitra și este desemnată ca prima lună a anului lunar.
Câteva calendare majore sunt rezumate mai jos:
Numele lunilor calendarului lunar în diferite calendare hinduse[1]
Vikrami
(lunar)[31]	Sankranti	Bhojpuri	Hindi	Kannada	Kashmir	Maithili	Marathi	Meitei	Nepaleză	Punjabi	Sindhi	Telugu	Tulu	Tibetană	Gregorian
Caitra	Meṣa	𑂒𑂶𑂞, chait	चैत/चैत्र	ಚೈತ್ರ (Chaitra)	ژِتھٕر [t͡sithɨr]	𑒔𑒻𑒞𑒱 (chait)	चैत्र	ꯂꯝꯇꯥ, camta	चैत(chait)	ਚੇਤ, chēt	چيٽُ, chēṭu	చైత్రము (chaitramu)	Suggi	ནག་པ་ཟླ་བ	Martie-Aprilie
Vaiśākha	Vṛṣa	𑂥𑂶𑂮𑂰𑂎, baisākh	बैसाख/वैशाख	ವೈಶಾಖ (vaisākha)	وَہؠکھ [wahjakh]
sau
بیساکھ [beːsaːkh]
𑒥𑒻𑒮𑒰𑒐 (baishakh)	वैशाख	ꯁꯖꯤꯕꯨ, sajibu	वैशाख (baishākh)	ਵਸਾਖ, vasākh	ويساکُ, vēsāku
sau وِهاءُ, vihāu
వైశాఖము (vaiśākhamu)	Paggu	ས་ག་ཟླ་བ	Aprilie-Mai
Jyeṣṭha	Mithuna	𑂔𑂵𑂘, jeṭh	जेठ/ज्येष्ठ	ಜ್ಯೇಷ್ಠ (jyeshta)	زیٹھ
[zeːʈh]
𑒖𑒹𑒚 (jeth)	ज्येष्ठ	ꯀꯥꯂꯦꯟ, Kalen	जेठ(jēṭh)	ਜੇਠ|jēṭh}}	ڄيٺُ, jjēṭhu	జ్యేష్ఠము(jyēsṭhamu)	bēsha	སྣྲོན་ཟླ་བ	Mai-iunie
Āṣāḍha	Karka	𑂄𑂮𑂰𑂜, āsār̤h	असाढ़/आषाढ	ಆಷಾಢ (āshāda)	ہار
[haːr]
𑒁𑒮𑒰𑒜𑓃 (asadh)	आषाढ	ꯏꯉꯥ, eenga	असार (asār)	ਹਾੜ੍ਹ, hāṛh	آکاڙُ, ākhāṛu
sau آهاڙُ, āhāṛu
ఆషాఢము (āṣāḍhamu)	kārte	ཆུ་སྟོད་ཟླ་བ	Iunie-iulie
Śrāvaṇa	Siṃha	𑂮𑂰𑂫𑂢, sāwan	सावन/श्रावण	ಶ್ರಾವಣ (shrāvana)	شرٛاوُن [ʃraːwun]	𑒮𑒰𑒍𑒢 (saon)	श्रावण	ꯏꯉꯦꯟ, eengen	साउन (sāun)	ਸਾਓਣ, sāoṇ	سانوَڻُ, sānvaṇu	శ్రావణము (śrāvaṇamu)	aaṭi	གྲོ་བཞིན་ཟླ་བ	Iulie-august
Bhādrapada	Kanyā	𑂦𑂰𑂠𑂷, bhādo	भादों/भाद्रपद	ಭಾದ್ರಪದ (bhādrapada)	بٲدٕرپؠتھ [bəːdɨrpjath]	𑒦𑒰𑒠𑒼 (bhado)	भाद्रपद	ꯊꯧꯋꯥꯟ, thouwan	भदौ (bhadau)	ਭਾਦੋਂ, bhādōn	بَڊو, baḍo
sau بَڊرو, baḍro
భద్రపదము (bhadrapadamu)	Sona	ཁྲིམས་སྟོད་ཟླ་བ	August-septembrie
Aśvin	Tulā	𑂄𑂮𑂱𑂢, āsin	आसिन/आश्विन	ಆಶ್ವಯುಜ (āswayuja)	ٲشِد
[əːʃid]
𑒂𑒮𑒱𑒢 (aasin)	आश्विन	ꯂꯥꯡꯕꯟ, langban	असोज (ASOJ)	ਅੱਸੂ, assū	اَسُو, Asū	ఆశ్వయుజము (āśvayujamu)	kanya/nirnāl	ཐ་སྐར་ཟླ་བ	Septembrie-octombrie
Kārttika	Vṛśchika	𑂍𑂰𑂞𑂱𑂍, kātik	का(र्)तिक	ಕಾರ್ತೀಕ (kārtika)	کارتِکھ
[kaːrtikh]
𑒏𑒰𑒞𑒱𑒏 (katik)	कार्तिक	ꯃꯦꯔꯥ, mera	कात्तिक (kāttik)	ਕੱਤਕ, kattak	ڪَتِي, katī	కార్తికము (kārtikamu)	Bontel	སྨིན་དྲུག་ཟླ་བ	Octombrie-noiembrie
Mārgaśīrṣa	Dhanu	𑂃𑂏𑂯𑂢, agahan	अघन/अग्रहायण, मँगसिर/मार्गशीर्ष	ಮಾರ್ಗಶಿರ (mārgasira)	مَنٛجہۆر [mand͡ʒhor]	𑒁𑒑𑒯𑒢 (agahan)	मार्गशीर्ष	ꯍꯤꯌꯥꯡꯀꯩ, heeyangkei	मंसिर (mangsir)	ਮੱਘਰ, magghar	ناهرِي, nāhrī
sau مَنگهِرُ, manghiru
మార్గశిరము (mārgaśiramu)	jārde	མགོ་ཟླ་བ	Noiembrie-decembrie
Pauṣa	Makara	𑂣𑂴𑂮, pūs	पूस/पौष	ಪುಷ್ಯ (pushya)	پوہ [poːh]
sau پۄہ [pɔh]
𑒣𑒴𑒮 (caca)	पौष	ꯄꯣꯢꯅꯨ, poinu	पुष (puṣ)	ਪੋਹ, poh	پوهُه, pohu	పుష్యము (puṣyamu)	Perarde	རྒྱལ་ཟླ་བ	Decembrie-ianuarie
Māgha	Kumbha	𑂧𑂰𑂐, māgh	माघ	ಮಾಘ (magha)	ماگ
[maːg]
𑒧𑒰𑒒 (magh)	माघ	ꯋꯥꯛꯆꯤꯡ, trezire	माघ (magh)	ਮਾਘ, māgh	مانگھُه, mānghu	మాఘము (māghamu)	Puyintel	མཆུ་ཟླ་བ	Ianuarie-februarie
Phālguna	Mīna	𑂤𑂰𑂏𑂳𑂢, fāgun	फा(ल्)गुन	ಫಾಲ್ಗುಣ (phalguna)	پھاگُن
[pʰaːgun]
𑒤𑒰𑒑𑒳𑒢 (fagun)	फाल्गुण	ꯐꯥꯢꯔꯦꯜ, fairel	फागुन (phagun)	ਫੱਗਣ, phaggaṇ	ڦَڳُڻُ, phaguṇu	ఫాల్గుణము (phālguṇamu)	Māyi	དབོ་ཟླ་བ	Februarie-martie
Corrections between lunar and solar months
See also: Astronomical basis of the Hindu calendar § adhikamasa
Baza astronomică a lunilor lunare hinduse. De asemenea, ilustrează repetări Adhika Masa (Anul 2-Bhadrapada); prima dată când Soarele se mișcă în întregime în Simha Rashi, făcându-l astfel un Adhika Masa
Douăsprezece mas hinduse (māsa, luna lunară) sunt egale cu aproximativ 354 de zile, în timp ce lungimea unui an sideral (solar) este de aproximativ 365 de zile. Acest lucru creează o diferență de aproximativ unsprezece zile, care este compensată la fiecare (29,53/10,63) = 2,71 ani sau aproximativ la fiecare 32,5 luni. [29] Purushottam Maas sau Adhika Maas este o lună suplimentară care este introdusă pentru a menține calendarele lunare și solare aliniate. Cele douăsprezece luni sunt împărțite în șase anotimpuri lunare sincronizate cu ciclurile agricole, înflorirea florilor naturale, căderea frunzelor și vremea. Pentru a explica nepotrivirea dintre calendarul lunar și cel solar, savanții hinduși au adoptat luni intercalare, în care o anumită lună se repeta. Alegerea acestei luni nu a fost întâmplătoare, ci programată pentru a sincroniza cele două calendare cu ciclul agriculturii și naturii. [29][30]
Repetarea unei luni a creat problema programării festivalurilor, nunților și a altor evenimente sociale fără repetiție și confuzie. Acest lucru a fost rezolvat prin declararea unei luni ca Shudha (pură, curată, regulată, numită și luna Deva) și cealaltă Mala sau Adhika (extra, necurată și nefavorabilă, numită și luna Asura). [47]
Matematicienii hinduși care au calculat cel mai bun mod de a ajusta cei doi ani, pe perioade lungi de yuga (epocă, tabele care calculează 1000 de ani), au stabilit că cel mai bun mijloc de a intercala lunile este de a cronometra lunile intercalare pe un ciclu de 19 ani, similar cu ciclul metonic folosit în calendarul ebraic. Această intercalare este adoptată în general în al 3-lea, al 5-lea, al 8-lea, al 11-lea, al 14-lea, al 16-lea și al 19-lea an al acestui ciclu. Mai mult, regulile complexe exclud repetarea lunilor lunare Mārgaśīrṣa (numite și Agrahayana), Pausha și Magha. Textele istorice hinduse nu sunt consecvente cu privire la aceste reguli, cu idei concurente care înfloresc în cultura hindusă. [48]
Corecții rare
Calendarul hindus face ajustări rare suplimentare, de-a lungul unui ciclu de secole, în care o anumită lună este considerată luna kshaya (eliminată). Acest lucru se întâmplă din cauza complexității mișcărilor relative lunare, solare și pământești. Underhill (1991) descrie această parte a teoriei calendarului hindus: "când soarele este în perigeu și o lună lunară este cea mai lungă, dacă luna nouă precede imediat un sankranti, atunci prima dintre cele două luni lunare este ștearsă (numită nija sau kshaya)". Acest lucru, de exemplu, s-a întâmplat în anul 1 î.e.n., când nu a existat lună nouă între Makara sankranti și Kumbha sankranti, iar luna Pausha a fost abandonată. [49]
Zi
La fel ca lunile, calendarul hindus are două măsuri ale unei zile, una bazată pe mișcarea lunară și cealaltă pe solară. Ziua solară (saura) sau ziua civilă, numită divasa (दिवस), a fost ceea ce majoritatea hindușilor folosesc în mod tradițional, este ușor și empiric de observat, cu sau fără ceas, și este definită ca perioada de la un răsărit la altul. Ziua lunară se numește tithi (तिथि), iar aceasta se bazează pe măsuri complicate ale mișcării lunare. O zi lunară sau tithi poate, de exemplu, să înceapă la mijlocul unei după-amiezi și să se termine în după-amiaza următoare. [50] Ambele zile nu corespund direct unei măsuri matematice pentru o zi, cum ar fi 24 de ore egale ale unui an solar, un fapt pe care cercetătorii calendarului hindus îl știau, dar sistemul de divasa era convenabil pentru populația generală. Tithi au fost baza pentru ritualuri și festivaluri, în timp ce divasa pentru uzul de zi cu zi. Calendarele hinduse ajustează nepotrivirea în divasa și tithi, folosind o metodologie similară cu lunile solare și lunare. [51]
Un tithi este definit tehnic în textele vedice, afirmă John E. Cort, ca "timpul necesar mișcărilor combinate ale Soarelui și Lunii pentru a crește (într-o săptămână luminoasă) sau a scădea (într-o săptămână întunecată) distanța lor relativă cu douăsprezece grade din zodiac. [52] Aceste mișcări sunt măsurate folosind o hartă fixă a zodiacului ceresc ca referință și, având în vedere orbitele eliptice, durata unui tithi variază între 21,5 și 26 de ore, afirmă Cort. [52] Cu toate acestea, în tradiția indiană, practica populației generale a fost de a trata un tithi ca pe o zi solară între un răsărit și altul. [52]
O lună lunară are 30 de tithi. Standardul tehnic face ca fiecare tithi să conțină un număr diferit de ore, dar ajută la integritatea generală a calendarului. Având în vedere variația lungimii unei zile solare cu anotimpurile și mișcările relative ale Lunii, timpul de început și de sfârșit pentru tithi variază de-a lungul anotimpurilor și de-a lungul anilor, iar tithi s-a ajustat pentru a se sincroniza periodic cu divasa cu intercalarea. [53]
Ziua săptămânii/Vāsara
Vāsara se referă la zilele săptămânii în sanscrită. [54] Denumit și Vara și folosit ca sufix. [40] Corespondența dintre numele săptămânii din calendarul hindus și alte calendare indo-europene este exactă. Această aliniere a numelor a avut loc probabil cândva în secolul al III-lea d.Hr. [55][56] Ziua săptămânii unui calendar hindus a fost împărțită simetric în 60 de ghatika, fiecare ghatika (24 de minute) este împărțită în 60 de pala, fiecare pala (24 de secunde) este împărțită în 60 de vipala și așa mai departe. [55]
Numele zilelor lucrătoare în diferite limbi
Nu.	Sanscrită[55][56]	Latină în timpul săptămânii	Astru	Asameză	Bengali	Bhojpuri	Gujarati	Hindi	Kannada	Kashmir	Konkani	Malayalam	Maithili	Marathi	Meitei
(Manipuri)	Nepaleză	Odia	Punjabi
(hinduși și sikh)[nota 1]	Sindhi	Tamil	Telugu	Urdu	Balineză	Cham
1	Ravivāsara
रविवासर sau
Surya vāsara
आदित्य वासर	Duminică/moare Solis	Ravi, Aditya = Soare	Dêûbār/Rôbibār
দেওবাৰ/ৰবিবাৰ	Rôbibār
রবিবার	Etwār
𑂉𑂞𑂫𑂰𑂩	Ravivār
રવિવાર	Ravivār
रविवार	Bhānuvāra
ಭಾನುವಾರ	[aːthwaːr] آتھوار	etār
𑂉𑂞𑂫𑂰𑂩	Njaayar
ഞായർ	Ravidin
𑒩𑒫𑒱𑒠𑒱𑒢	Ravivāra
रविवार	Nongmaijing
ꯅꯣꯡꯃꯥꯏꯖꯤꯡ	Aaitabar
आइतवार	Rabibāra
ରବିବାର	Aitvār
ਐਤਵਾਰ	Ācharu
آچَرُ
sau
Ārtvār u
آرتوارُ
Nyayiru
ஞாயிறு	Ādivāraṁ
ఆదివారం	Itvār
اتوار	Redite
ᬋᬤᬶᬢᭂ	Adit
2	Somavāsara
सोमवासर sau
Indu vāsara
इन्दु वासर	Luni/moare Lunae	Soma (zeitate), Chandra = Luna	Xûmbār
সোমবাৰ	Śombār
সোমবার	Somār
𑂮𑂷𑂧𑂰𑂩	Sōmavār
સોમવાર	Somavār
सोमवार	Sōmavāra
ಸೋಮವಾರ	[t͡səndrɨwaːr]
ژٔنٛدرٕوار	Somaar
सोमार	Thinkal
തിങ്കൾ	Somdin
𑒮𑒼𑒧𑒠𑒱𑒢	Somavāra
सोमवार	Ningthoukaba
ꯅꯤꯡꯊꯧꯀꯥꯕ	Sombar
सोमवार	Somabāra
ସୋମବାର	Somavār
ਸੋਮਵਾਰ	Sūmaru
سُومَرُ
Thingal
திங்கள்	Sōmavāraṁ
సోమవారం	Somvār
سوموار
sau
Pīr
پیر
Soma
ᬲᭀᬫ	Thom
3	Maṅgalavāsara
मङ्गलवासर sau
Bhaumavāsara
भौम वासर	Marți/moare Martis	Maṅgala = Marte	Môṅôlbār/Môṅgôlbār
মঙলবাৰ/মঙ্গলবাৰ	Môṅgôlbār
মঙ্গলবার	Maṅar
𑂧𑂑𑂩	Maṅgaḷavār
મંગળવાર	Maṅgalavār
मंगलवार	Maṁgaḷavāra
ಮಂಗಳವಾರ	[boːmwaːr]
بوموار
sau
[bɔ̃waːr]
بۄنٛوار
Mangaḷār
मंगळार	Chovva
ചൊവ്വ	Maṅgaldin
𑒧𑓀𑒑𑒪𑒠𑒱𑒢	Maṅgaḷavāra
मंगळवार	Leipakpokpa
ꯂꯩꯄꯥꯛꯄꯣꯛꯄ	Mangalbar
मङ्गलवार	Maṅgaḷabāra
ମଙ୍ଗଳବାର	Maṅgalavār
ਮੰਗਲਵਾਰ	Mangalu
مَنگلُ
sau
Angāro
اَنڱارو
Chevvai
செவ்வாய்	Maṁgaḷavāraṁ
మంగళవారం	Mangal
منگل	Anggara
ᬳᬂᬕᬭ	Angar
4	Budhavāsara
बुधवासर sau
Saumya vāsara
सौम्य वासर	Miercuri/moare Mercurii	Budha = Mercur	Budhbār
বুধবাৰ	Budhbār
বুধবার	Buddh
𑂥𑂳𑂡	Budhavār
બુધવાર	Budhavāra
बुधवार	Budhavāra
ಬುಧವಾರ	[bɔdwaːr]
بۄدوار
Budhavār
बुधवार	Budhan
ബുധൻ	Budhdin
𑒥𑒳𑒡𑒠𑒱𑒢	Budhavāra
बुधवार	Yumsakeisa
ꯌꯨꯝꯁꯀꯩꯁ	Budhabar
बुधवार	Budhabāra
ବୁଧବାର	Buddhavār
ਬੁੱਧਵਾਰ	Budharu
ٻُڌَرُ
sau
Arbā
اَربع
Budhan
புதன்	Budhavāraṁ
బుధవారం	Budh
بدھ	Buda
ᬩᬸᬤ	Dar
5	Guruvāsara
गुरुवासर
sau
Brhaspati vāsara
बृहस्पतिवासर	Joi/moare Iovis/Jupiter	Deva-Guru Bṛhaspati = Jupiter	Brihôspôtibār
বৃহস্পতিবাৰ	Brihôśpôtibār
বৃহস্পতিবার	Biphe/Biyaphe
𑂥𑂱𑂤𑂵 / 𑂥𑂱𑂨𑂤𑂵	Guruvār
ગુરુવાર	Guruvār
गुरुवार
sau
Brihaspativāra
बृहस्पतिवार
Guruvāra
ಗುರುವಾರ	[braswaːr]
برَٛسوار
sau
[brjaswaːr] برٛؠسوار
Birestār
बिरेस्तार	Vyaazham
വ്യാഴം	Brihaspatidin
𑒥𑒵𑒯𑒮𑓂𑒣𑒞𑒲𑒠𑒱𑒢	Guruvāra
गुरुवार	Sagolsen
ꯁꯒꯣꯜꯁꯦꯟ	Bihibar
बिहीवार	Gurubāra
ଗୁରୁବାର	Vīravār
ਵੀਰਵਾਰ	Vispati
وِسپَتِ
sau
Khamīsa
خَميِسَ
Vyazhan
வியாழன்	Guruvāraṁ, Br̥haspativāraṁ
గురువారం, బృహస్పతివారం, లక్ష్మీవారం	Gurūvār
گرووار
sau
Jume'rāt
جمعرات
Wrespati
ᬯ᭄ᬭᭂᬲ᭄ᬧᬢᬶ	Jip
6	Śukravāsara
शुक्रवासर
sau bhṛguvāsarah भृगुवासर
Vineri/dies Veneris	Śukra = Venus	Xukurbār/Xukrôbār
শুকুৰবাৰ/শুক্রবাৰ	Śukrôbār
শুক্রবার	Sūk
𑂮𑂴𑂍	Śukravār
શુક્રવાર	Śukravār
शुक्रवार	Śukravāra
ಶುಕ್ರವಾರ	[ʃokurwaːr]
شۆکُروار
sau
[jumaːh]
جُمعہ
Shukrār
शुक्रार	Velli
വെള്ളി	Śukradin
𑒬𑒳𑒏𑓂𑒩𑒠𑒱𑒢	Śukravāra
शुक्रवार	Eerai
ꯏꯔꯥꯢ	Sukrabar
शुक्रवार	Sukrabāra
ଶୁକ୍ରବାର	Śukkaravār
ਸ਼ੁੱਕਰਵਾਰ	Śukru
شُڪرُ
sau
Jum'o
جُمعو
Velli
வெள்ளி	Śukravāraṁ
శుక్రవారం	Śukarvār
شکروار
sau Juma'a
جمع
Sukra
ᬲᬸᬓ᭄ᬭ	Suk
7	Śanivāsara
शनिवासर
sau Sthiravāsarah स्थिरवासर
Sâmbătă/moare Saturnis	Śani = Saturn	Xônibār
শনিবাৰ	Śônibār
শনিবার	Sanichchar
𑂮𑂢𑂱𑂒𑂹𑂒𑂩	Śanivār
શનિવાર	Śanivār
शनिवार	Śanivāra
ಶನಿವಾರ	[baʈɨwaːr]
بَٹہٕ وار
Shenvār
शेनवार	Shani
ശനി	Śanidin
𑒬𑒢𑒲𑒠𑒱𑒢	Śanivāra
शनिवार	Thangja
ꯊꯥꯡꯖ	Sanibar
शनिवार	Sanibāra
ଶନିବାର	Śanīvār
ਸ਼ਨੀਵਾਰ
sau
Śaniccharvār
ਸ਼ਨਿੱਚਰਵਾਰ
sau
Saniccharvār
ਸਨਿੱਚਰਵਾਰ
sau
Sanīvār
ਸਨੀਵਾਰ
Chancharu
ڇَنڇَرُ
sau
Śanscharu
شَنسچَرُ
Shani
சனி	Śanivāraṁ
శనివారం	Sanīchar
سنیچر
sau Haftah
ہفتہ
Saniscara
ᬲᬦᬶᬲ᭄ᬘᬭ	Thanchar
```
Musulmanii punjabi folosesc cuvinte urdu/arabe pentru vineri / sâmbătă etc.[57]
```

Termenul -vāsara este adesea realizat ca vāra sau vaar în limbile derivate și influențate de sanscrită. Există multe variații ale numelor în limbile regionale, în mare parte folosind nume alternative ale corpurilor cerești implicate.
Cinci membre ale 
Calendarele vedice complete conțin cinci angas sau părți de informații: ziua lunară (tithi), ziua solară (diwas), asterismul (naksatra), îmbinarea planetară (yoga) și perioada astronomică (karanam). Această structură dă calendarului numele Panchangam. [40] Primele două sunt discutate mai sus.
Yoga
Vezi articolul principal despre yoga.
Această secțiune are nevoie de citate suplimentare pentru verificare. Vă rugăm să ajutați la îmbunătățirea acestui articol adăugând citate la surse de încredere în această secțiune. Materialele fără surse pot fi contestate și eliminate. (martie 2010) (Aflați cum și când să eliminați acest mesaj)
Cuvântul sanscrit Yoga înseamnă "unire, unire, atașament", dar în context astronomic, acest cuvânt înseamnă informație latitudinală și longitudinală. Longitudinea Soarelui și longitudinea Lunii sunt adăugate și normalizate la o valoare cuprinsă între 0° și 360° (dacă este mai mare de 360, se scade 360). Această sumă este împărțită în 27 de părți. Fiecare parte va fi acum egală cu 800' (unde ' este simbolul minutei de arc, ceea ce înseamnă 1/60 de grad). Aceste părți se numesc yoga. Acestea sunt etichetate:
Simulare orbitală care ilustrează calculul nityayoga
Viṣkambha
Prīti
Āyuśmān
Saubhāgya
Śobhana
Atigaṇḍa
Sukarma
Dhrti
Śūla
Gaṇḍa
Vṛddhi
Dhruva
Vyāghatā
Harṣaṇa
Vajra
Siddhi
Vyatipāta
Variyas
Parigha
Śiva
Siddha
Sādhya
Śubha
Śukla
Brahma
Māhendra
Vaidhṛti
Din nou, pot exista variații minore. Yoga care este activă în timpul răsăritului unei zile este yoga predominantă pentru ziua respectivă.
Karaṇa
Un karaṇa este jumătate dintr-un tithi. Pentru a fi mai precis, o karaṇa este timpul necesar pentru ca distanța unghiulară dintre Soare și Lună să crească în trepte de 6° începând de la 0°. (Comparați cu definiția unui tithi.)
Din moment ce tithis sunt 30 la număr, și din moment ce 1 tithi = 2 karaṇas, prin urmare, ne-am aștepta în mod logic să existe 60 de karaṇas. Dar există doar 11 astfel de karaṇa care umplu acele sloturi pentru a găzdui acele 30 de tithis. Există de fapt 4 karaṇas "fixe" (sthira) și 7 karaṇas "repetate" (cara).
Cele 4 karaṇas "fixe" sunt:
Śakuni (शकुनि)
Catuṣpāda (चतुष्पाद)
Nāga (नाग)
Kiṃstughna (किंस्तुघ्न)
Cele 7 karaṇas "repetate" sunt:[58]
Vava sau Bava (बव)
Valava sau Bālava (बालव)
Kaulava (कौलव)
Taitila sau Taitula (तैतिल)
Gara sau Garaja (गरज)
Vaṇija (वणिज)
Viṣṭi (Bhadra) (भद्रा)
Acum, prima jumătate a primului tithi (din Śukla Pakṣa) este întotdeauna Kiṃtughna karaṇa. Prin urmare, acest karaṇa este "fix".
Apoi, karaṇas care se repetă de opt ori pentru a acoperi următoarele 56 de jumătăți de tithis. Astfel, acestea sunt karaṇas "repetate" (cara).
Cele 3 jumătăți de zecime rămase iau karaṇa "fixe" rămase în ordine. Astfel, acestea sunt, de asemenea, "fixe" (sthira).
Astfel, se obțin 60 de karaṇas din cele 11 karaṇas prestabilite.
Ziua vedică începe la răsăritul soarelui. Karaṇa la răsăritul soarelui unei anumite zile va fi karaṇa predominantă pentru întreaga zi. (necesită citare)
Nakshatra
Vezi și: Baza astronomică a calendarului hindus § nakshatra
Nakshatra sunt diviziuni ale eclipticii, fiecare 13° 20', începând de la 0° Berbec.
Calendarul festivalurilor: Datele solare și lunare
Articol principal: Lista festivalurilor hinduse
Multe sărbători din tradițiile hinduse, budiste și jainiste se bazează pe ciclurile lunare în cronometrarea lunisolară cu fundații în sistemul calendaristic hindus. Câteva sărbători, totuși, se bazează pe ciclul solar, cum ar fi Vaisakhi, Pongal și cele asociate cu Sankranti. [59] Datele festivalurilor bazate pe ciclul lunar variază semnificativ în calendarul gregorian și uneori cu câteva săptămâni. Festivalurile hinduse antice bazate pe ciclul solar cad aproape întotdeauna la aceeași dată gregoriană în fiecare an și dacă variază într-un an excepțional, este cu o zi. [60]
Variante regionale
Comitetul de Reformă a Calendarului Hindus, numit în 1952, a identificat mai mult de treizeci de calendare bine dezvoltate, utilizate în diferite părți ale Indiei.
Variantele includ calendarul lunar care pune accentul pe Vikrama și calendarul Shalivahana, precum și calendarul solar care pune accentul pe Tamil și calendarul malayalam. Cele două calendare cele mai utilizate astăzi sunt calendarul Vikrama, care este urmat în vestul și nordul Indiei și Nepal, calendarul Shalivahana Shaka care este urmat în regiunea Deccan din India (cuprinzând statele indiene actuale Telangana, Andhra Pradesh, Karnataka, Maharashtra și Goa). [61]
Lunar
Calendare bazate pe ciclul lunar (lunile lunare în anul solar, faza lunară pentru date religioase și Anul Nou):
Vikram Samvat
Era Vikrami – India de Nord și Centrală (Lunară)
Gujarati samvat – Gujarat, Rajasthan
Sindhi samvat – Sindhis
Calendarul Shalivahana (era Shaka) – Folosit în statele din regiunea Deccan Maharashtra, Goa, Karnataka, Andhra Pradesh, Telangana
Calendarul erei Saptarishi – Kashmiri Pandits
Calendarul Kannada – Karnataka
Calendarul Kashmir – Kashmir
Calendarul Maithili
Calendarul Meitei – Manipur
Calendarul nepalez – Nepal, Sikkim
Calendarul Punjabi – Punjab
Calendarul Sindhi – Sindh
Calendarul telugu – Andhra Pradesh, Telangana
Calendarul tibetan – Tibet
Solar
Calendare bazate pe ciclul solar (luni solare în anul solar, faza lunară pentru date religioase, dar anul nou care cade în data solară – Anul Nou solar din Asia de Sud și de Sud-Est):
Calendarul asamez – Assam
Calendarul bengalez – Bengalul de Vest, Bangladesh, Tripura, regiunea Barrak din Assam și părți din Jharkhand.
Calendarul Odia – Odisha
Tirhuta Panchang – Maithilis
Calendarul Tripuri – Tripura
Calendarul malayalam – Kerala
Calendarul tamil – Tamil Nadu
Calendarul Tulu – Tulus
Calendarul Vikram Samvat – Nepal
Vi– India de Nord și Centrală (Solară)
Bikram Sambat – Nepal, Sikkim
Alte calendare conexe din India și Asia
Calendarul național indian – utilizat de guvernul indian (calendar civil bazat pe lunile solare)
Vira Nirvana Samvat (Lunar) – Jain
Calendar budist (lunar) – budist
Calendarul tibetan (lunar) – Tibet, Ladakh, Sikkim, Arunachal Pradesh
Calendarul Pawukon – Bali
Calendarul saka balinez (Lunar) – Bali
Calendarul Cham (Lunar) – Chams
Chula Sakarat (Lunar) – Myanmar
Calendar solar thailandez – Thailanda
Calendarul lunar thailandez – Thailanda
Calendarul khmer (lunar și solar) – Cambodgia